# Вірмени у Візантії
Вірмени у Візантії становили за окремих часів найзначнішу етнічну меншину. Історично це було обумовлено знаходженням у складі Візантії частини історичної Вірменії, розташованої на захід від Євфрату. Після розділу Вірменії 387 року між Римською імперією і державою Сасанідів до імперії було приєднано частину Великої Вірменії. Цього часу і пізніше відбувалися значні міграції вірмен у візантійську Малу Азію, Константинополь і європейську частину імперії. Вірмени займали чільне місце у складі панівного класу Візантії, з їхнього числа вийшов ряд імператорів: Іраклій I (610—641), Філіппік (711—713), Артавазд (742—743), Лев Вірменин (813—820), Василій I Македонянин (867—886) і заснована ним династія, Роман I Лакапін (920—944) і Іоанн Цимісхій (969—976). Згідно з підрахунками О. П. Каждана, в XI—XII століттях вірмени становили 10–15 % владущої аристократії; з урахуванням осіб і сімей, чиє вірменське походження не цілком достовірно, це співвідношення стає істотно вище. У зв'язку з тим, що Вірменія не визнала Четвертий Вселенський (Халкедонський) собор (451), на відносини між Візантією і Вірменією впливали спроби офіційної візантійської церкви звернути Вірменську церкву до халкедонізму. Багато вірменів відігравали важливу роль в греко-римському світі й у Візантії.

## Вірменське населення Візантії

### Вірменські міграції до Візантії

Феми Малої Азії 950 року

Про присутність вірмен на землях Римської імперії відомо вже на початку I століття. Географ Страбон повідомляє, що «Комана має велике населення і є значним торговим центром для купців з Вірменії». У IV—V століттях вірменське населення з'явилося і в інших областях і містах імперії. 571 року, рятуючись від переслідувань в державі Сасанідів, безліч вірмен на чолі з Варданом Маміконяном, знайшли притулок у візантійській Малій Азії і, зокрема, в місті Пергамі, де вони утворили велику колонію. Серединою VII століття до Візантії бігли павликіани, які оселилися біля злиття річок Ірис і Лікус в діоцезі Понт. При Костянтині V (741—775) безліч нахарарів покинули свої володіння у Вірменії і бігли до Візантії. 781 року, рятуючись від переслідувань у Халіфаті, до Візантії переселилися 50 000 вірмен. Імператриця Ірина та її син Костянтин VI (780—797) урочисто вітали їх у Константинополі, нагороджуючи прибулих відповідно до їхньої знатності званнями і землями.
Практикувалися також примусові переселення вірмен. Імовірно, до середини VI століття вони не були значні, хоча Прокопій Кесарійський повідомляючи про причини невдоволення якогось Арсаку каже, що під час війни з готами Вірменія «… замучена безперервними наборами та військовими постоями, виснажена надзвичайними поборами, батько його страчений під приводом невиконання договорів й угоди, вся його рідня поневолена і розсіяна по всій Римській імперії». За царювання Тиберія II (578—582) 10 000 вірмен з Ахдзніку були переселені на Кіпр. Про плани його наступника Маврикія (582—602) вирішити проблему з вірменами, які «народ норовливий і неслухняний; живуть між нами і каламутять» повідомляє Себеос. З цією метою візантійський імператор почав листуватися з шахом Хосровом II (591—628), запропонувавши йому одночасно здійснити переселення підвладних їм вірмен; своїх Маврикій збирався переселити у Фракію. Однак вислід виявився трохи іншим, оскільки вірмени почали бігти у Персію. Фракія розглядалася як найпридатнішим місцем для проживання вірмен і надалі: при Костянтині V (741—775) туди були переселені вірмени і сирійські монофізити, при Леві IV (775—780) — 150 000 сирійців, серед яких, однак, могли бути і вірмени. Після перемоги 872 року Василя I (867—886) над павликіанами, більшість з яких, імовірно, становили вірмени, безліч їх було розсіяно усією імперією. При його сині Леві VI вірменський володар Мануїл з Текіса був «введений у Константинополь», що, найімовірніше, вказує на те, що він там насильно утримувався, його чотирьом синам було дано землі і посади. Сам Мануїл отримав титул протоспафарія, а на його колишніх землях було засновано фему Месопотамія. При Іоанн Цимісхій (969—976) зі східних провінцій до Фракії були переселені павликіани. Василій II (976—1025) також переселив в район Філіппополю і в Македонію багатьох вірмен з підвладних йому земель з метою облаштування оборони проти болгар. Асолік на початку XI століття повідомляє про це «… останній намірився переселити частину вірмен, які перебували під його пануванням, в Македонію, [щоб поставити їх] проти булхарів [і дати їм можливість зайнятися] устроєм країни».
Фракія була єдиним місцем для поселення вірмен: вони згадуються на початку XI століття в числі народів, переселених Никифором I (802—811) у Спарту задля відновлення цього зруйнованого міста; 885 року полководець Никифор Фока Старший переселив безліч вірмен, можливо павликіан, у Калабрію. Після відвоювання Криту 961 року туди були заселені в тому числі і вірмени. 1021 року цар вірменського Васпураканського царства Сенекерім Арцруні передав своє царство Візантії. За них він отримав Севастію, Ларіссу і аварій та став патрикієм і стратигом Каппадокії. Разом з ним в Каппадокію з Васпуракана переселилося 400 тисяч осіб. Цю цифру, вперше зазначену XVIII століття вірменським істориком М. Чамчяном, сучасний вірменист П. Хараніс ставить під сумнів, так як в сучасному події джерелі наводиться число переселенців 16 000 чоловік, не рахуючи жінок і дітей. Зі середини X століття вірмени стали інтенсивно заселяти Каппадокію, Кілікію і північну Сирію. Численні вірменські біженці потрапили до Візантії, рятуючись від набігів сельджуків. Поразка Візантії при Манцикерті 1071 року і захоплення територій в Малій Азії хрестоносцями наприкінці XI століття привели до зменшення ролі вірмен, хоча їхнє перебування фіксується аж до остаточного падіння імперії. Вірменські колонії в останню добу візантійської історії відомі в залишених під владою Візантії містах Малої Азії і в європейських провінціях.
Масове переселення вірмен з Вірменії на візантійські землі мало більш глобальні наслідки, ніж збільшення громади. У другій половині XI століття вірмени утворили тут щонайменше 6 держав: 1071 року Держава Філарета Варажнуні і Князівство Меліта, 1080 року князівство в Кілікії, 1083 року Едеське князівство, приблизно тоді ж — Кесунське князівство і князівство Пір. З них князівство Кілікія 1198 року було визнано вірменським царством. Мхітар Айріванеці XIII століття писав: «Цього часу Рубеніани стали панувати в Кілікії. Бог сам надав правосуддя нам, пригнобленим: Греки припинили царство наше; але Бог дав землю їхню вірменам, котрі в ній тепер царюють».

### Вірменські володіння імперії

Вірменія розділена між Візантією і Державою Сасанідів за договорами 387 і 591 років

З входженням після першого розділу Вірменії 387 року до складу Візантії приблизно чверті Вірменського держави Аршакунів, імперія набула значного вірменського населення. Водночас вони були одним з корінних народів у Каппадокії. За підтримки Візантії, яка прагнула посилити свій вплив в регіоні, у Вірменії продовжувало поширюватися християнство, у візантійській частині Вірменії на 420-ті роки припадає діяльність творця вірменського алфавіту Маштоца. Після завершення ірано-візантійської війни 591 року стався другий розділ Вірменії, внаслідок котрого візантійська межа перемістилася на схід охопивши всю центральну Вірменію. Близько 600 року в Вірменії почалися повстання, потім з 603 року Вірменію було залучено до чергової війни між Візантією та Іраном. Приблизно 640 року почалося арабське завоювання Вірменії і незабаром цю частину імперії було втрачено. Так, 949 року було приєднано область Карін, 966 року — вірменське князівство Багратидів в Тароні, а через кілька років — Манцикерт, який також має переважно вірменське населення. Переломовою для подальшої історії вірменського народу подією стала анексія імперією Анійського царства 1045 року в центральній Вірменії і заняття великого міста Ані. Таким чином володіння Візантійської імперії в Вірменії на деякий час доходили аж до західного узбережжя Севану. Втім таке становище тривала недовго. Вже 1064 року цей край було захоплено сельджуцьким султаном Алп-Арсланом. У наступному році цар Карсу Гагік Карський вимушено передав своє царство Візантії. До 1065 року значна частина історичної Вірменії, крім Ані, Сюніка, Таширу і Хачена, перебувала у складі Візантії.
Масова анексія вірменських земель Візантією мала далекосяжні наслідки. З одного боку, Візантія втратила буфера і будь-яке вторгнення зі сходу тепер зачіпало безпосередньо її територію, що означало неминучу залучення імперії у сутички з сельджуками. Крім цього, намагаючись інкорпорувати автохтонне вірменське панство в нові візантійські реалії, імперія була змушена виділити переміщеним вірменським князям землі в Лікандусі, Каппадокії, Цамандосі, Харсіаноні, Кілікії та Месопотамії. З цими князями мігрували десятки тисяч вірменських селян і ремісників, які змінили етнічний і релігійний склад цих провінцій. Це, своєю чергою, призвело до гострої боротьби з уже наявним тут греко-православним населенням.

### Правове становище
… Ми бажаємо і вірмен, звільнивши від колишньої несправедливості, перевести повністю на наші закони і дати їм належну рівність.
Мала Вірменія вже при Веспасіані (69–79) стала римською провінцією, спочатку у складі Каппадокії, потім окремо. Відомостей щодо цієї провінції збереглося небагато, але можна припустити, що вона нічим істотним не відрізнялася від інших. На придбаних після 387 року територіях владу Аршакидів було скасовано або відразу, або при Феодосії II (402—450), і передано коміту Вірменії. При цьому дотримувалися спадкові права нахарарів за спадковим володінням землею і передачею її у спадок на основі принципу майорату. Території, розташовані в закруті Євфрату, підпорядковувалися аршакідам лише номінально вже з 298 року, їхні правителі підпорядковувалися безпосередньо імператору, в їхньому віданні перебували місцеві військові контингенти. Усі частини Вірменії платили податки в казну. За правління Юстиніана I (527—565) було проведено зміни в адміністративному устрої Вірменії, підвищено оподаткування і дано жінкам право успадкування. Останній захід неминуче приводив до дроблення володінь нахарарів, що призвело до їхнього невдоволення.
Завоювання Вірменії арабами VII століття не змінило загальної тенденції щодо інтеграції вірменського панства в адміністративні структури імперії. На відвойованих у X—XI століттях землях утворювалися феми, командні посади в яких надавалися не тільки вірменським вихідцям з внутрішніх провінцій, а й місцевим уродженцям. У своїй діяльності Візантія спиралася не тільки на близьких за вірою вірмен-халкедонітів, але і на тих, які зберегли вірність вірменській церкви.

## Вірменська просопографія Візантії

### Імператори

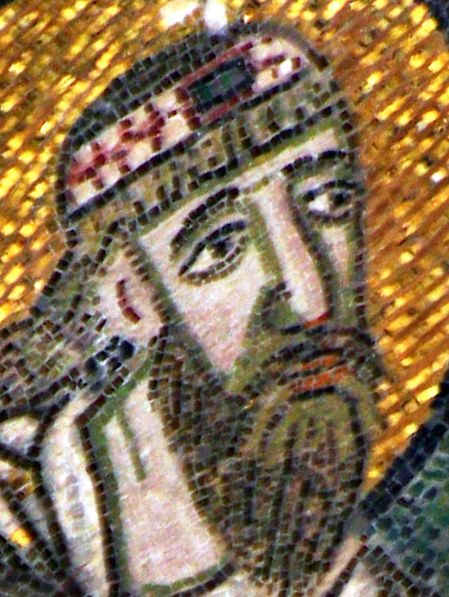
Імператор Лев VI. Фрагмент з мозаїки Софійського собору

Спробам встановити вірменське походження різних візантійських імператорів присвячена досить велика література. Як зауважив вірменський історик Лео, це «лестило національному марнославству вірмен». Першим візантійським імператором, відносно якого існує легенда про його вірменське походження, є Маврикій (582—602). Ряд вірменських істориків X—XIII століть наводять відомості щодо його вірменського походження — з Ошакану, згідно Асоліку. У цьому ж населеному пункті знаходиться колона, згідно з місцевими переказами зведена на честь матері імператора. Розслід цих легенд було проведено М. Адонцем, який був прихильником визнання їхньої достеменності. Проте, більшістю сучасних дослідників визнається справедливою точка зору Євагрія Схоластика, згідно за яким Маврикій «за родом й іменем, походив від стародавнього Риму, а за найближчими предками, батьківщиною своєю почитав каппадокійське місто Аравін». Згідно авторам Оксфордського словника Візантії це питання залишається невирішеним.
Більш вірогідніші відомості стосуються імператора Іраклія I (610—641). Історик VII століття Феофілакт Сімокатта у своїй «Історії» повідомляє, що рідне місто цього імператора перебував у Вірменії. Відомо, що в ході останньої ірано-візантійської війни резиденція Іраклія з 622 по 628 рік перебувала в Вірменії. В «Історії імператора Іраклія» вірменського історика VII століття Себеоса згадується про спорідненість Іраклія з династією Аршакуні, хоча ступінь цієї спорідненості не цілком ясна. Інші тлумачення походження цього імператора припускають його африканське, сирійське або каппадокійське не-вірменське походження, причому кожна з цих можливостей передбачає різне трактування вчинків цього видатного правителя. В авторитетному довіднику «Просопографія Пізньої Римської імперії» походження Іраклія названо просто каппадокійським, що не виключає вірменських предків. Вірменином був узурпатор Мізізій, що правив на Сицилії в 668—669 роках. Його ім'я представляє грецьку транскрипцію вірменського імені Мжеж. Про коротке правління Філіппіки (711—713) в роки після смути, що почалася після першого повалення Юстиніана II, відомо дуже небагато. Твердження про його вірменське походження засновані на його уродженому імені — Вардан. Джерело середини VIII століття називає його батька Никифора уродженцем Пергаму, проте, як відзначає А. Стратос, у відомостях про походження сім'ї Філіппіки з Пергаму і його вірменських коренях немає противенства, так як 571 року багато вірмен бігло в Малу Азію і заснували велику колонію в Пергамі. На думку К. Туманова, імператор Артабаст (742—743) належав до знатного роду Маміконянів.
Про походження імператора Льва V Вірменина (813—820) Продовжувач Феофана повідомляє наступним чином: «Батьківщиною ж згаданого Лева була Вірменія, а ось рід свій він вів з одного боку від ассирійців, а з іншого — від вірмен, тих, що в злочинному і нечестивому задумі пролили кров своїх батьків, були засуджені на вигнання і, живучи втікачами в злиднях, виродили цього звіра». Настільки непринадний опис може бути викликано доктринальними розбіжностями між автором літопису та імператором-іконоборцем. На думку К. Туманова цей імператор належав до знатного вірменського роду Гнуні і цю точку зору вважає ймовірною В. Тредґолд. Також є думка про приналежність його до Арцрунідів. Вірменське коріння мала імператриця Феодора, разом зі своїми братами, дядьком, племінниками та іншими численними родичами здійснювала регентство при своєму малолітньому синові Михайлу III (842—867). За припущенням М. Г. Адонца вона належала до нахарарської родини Маміконянів.

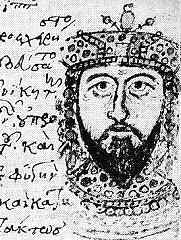
Зображення імператора Лева Вірменина в рукопису XV століття

Питання походження імператора Василія I (867—886) привертало пильну увагу візантиністів з часів Дюканжа. На думку цього французького дослідника XVII століття, виведення патріархом Фотієм родоводу Василія за отцевською гілкою від переселених до Візантії при імператорі Леві Макелла (457—474) родичів вірменських царів, а за материнською — від Костянтина Великого (306—337), є цілком вигаданим. XIX століття, на підставі залучення арабських джерел, склалася гіпотеза слов'янського походження Василія I. Таким чином загальне число гіпотез досягло трьох — вірменське знатне, вірменське незнатне і слов'янське. Відомо, що місцем народження Василя були околиці Адріанополя, де могли проживати як слов'яни, так і вірмени-павликіани. Досить виразно про вірменське походження Василія висловлюється виявлене XIX століття житіє Євтимія (перша половина X століття, Vita Euthymii). З іншого боку, існують вагомі доводи проти розповіді Фотія, який також викладається у Генезія і онука Василія, Костянтина VII (913—959). Ряд грецьких текстів обізнані про низьке походження Василія і не знають про його вірменське кореня. Вірменські джерела одностайно переконані у вірменському походженні Василія і, наприклад, Асолік пише про його сина: «Лев VI, як син вірменина, перевершив будь-якого вірменина щедрістю», a Вардан, що «він був син вірменина і дуже любив вірменів». Зіставляючи усі знані на початок XX століття відомості, російський візантиніст О. О. Васильєв схиляється до версії про вірменське незнатне походження Василія I, вважаючи вказівки на його можливе слов'янське походження наслідком плутанини через географічне розташування провінції Македонія, населеної переважно слов'янами. Відповідно до цього погляду, поширена думка, що всі представники заснованої ним Македонської династії аж до Василія II (867—1025) мали вірменське походження. Ця гіпотеза нині є переважальною. Її противником виступив візантиніст Г. О. Острогорський.
Вірменське походження мали деякі імператори X століття — Роман I Лакапін (920—944) і Іоанн I Цимісхій (969—976). Вірменське походження роду Фок, до якого належав імператор Никифор II Фока (963—969), не має достатнього підтвердження.

### Аристократичні родини
Після розділу Вірменії 387 року Візантія отримала разом з територією відповідну частину вірменської аристократії, що надійшла на військову і цивільну службу. Новий приплив панства стався після другого розділу Вірменії 591 року і арабського завоювання Вірменії VII століття. Як зауважив М. Г. Адонц, «усі вірмени, які зіграли певну роль у візантійській історії, майже що цілком належали до стану вірменського панства». При розгляді питання про приналежність історичних діячів до того чи іншого знатного прізвища складність полягає в тому, що в грецьких джерелах цей момент зазвичай не відбивався.
Вірменське походження мали численні візантійські аристократичні роди, серед яких Лакапін, Куркуаса, Гаврасом, Заутці і багато інших, чиї представники займали високі цивільні і військові посади. Для періоду XI—XII століть дослідження аристократичних родин вірменського походження зробив О. П. Каждан. Відповідно до його класифікації, можна виділити три категорії таких родин: ті, чиє вірменське походження безперечно, сім'ї вірмено-іберійські та інші сім'ї, для яких походження встановити важко. Згідно з оцінкою О. П. Каждана, зробленої в 1970-их роках, для розглянутого їм періоду частка нащадків вихідців з Вірменії становила від 10 до 15 %. Унаслідок подальших досліджень Н. Гарсоян визнала таку оцінку завищеною. Поряд з вірменської аристократією Візантії виділяють також «вірмено-івірську», тобто таку, представників якої візантійські джерела називають як вірменами, так й івірамі. Вважається, що відносно цих родин, до яких О. П. Каждан відніс Торніке і Пакуріанів, а Н. Г. Гарсоян також і Фок, належала халкедонітське панство феми Івірія, етнічне походження якої могло бути різним.
З VIII по X вірменський рід Мосіле дав ряд значних воєначальників. Неодноразово в хроніці продовжувача Феофана згадується Костянтин Вірменин, «батько нашого логофета дрому, мудрого філософа і зовсім непідкупного патрикія Фоми». Хроніст також зазначає, що цей Костянтин дружньо ставився до майбутнього імператора Василія I через спільне з ним вірменського походження. У середині IX століття правителем Візантійської імперії по суті став Варда, молодший брат імператриці Феодори, вірменин, можливо з роду Мамікоянів. Після IX століття відомості про вірменські аристократичні родини стають досить численними. З числа вірменських сімей пізньовізантійської доби можна назвати Таронітів (X—XIII століття) і їхніх родичів Торніків, зберігали вплив до XIV століття. Представником сім'ї Торніків був узурпатор XI століття Лев Торнік.

### Діячі культури і науки
Ще з римської епохи збереглися відомості про філософа-софіста вірменина Проересія. У Візантійській імперії здобули популярність також деякі представники науки і культури вірменського походження. VII століття, вивчивши у своїй країні «всю літературу нашого вірменського народу», для підвищення своєї освіти до Візантії вирушив вірменський географ Ананія Ширакаці, за висловом французького візантиніста П. Лемерля — батько точних наук Вірменії. Спочатку він збирався вчитися у математика Хрістосатура, про який неможливо сказати точно, чи був він вірменином, десь в провінції Вірменія IV. Потім земляки порадили йому вирушити до Трапезунда, де проживав обізнаний в науках і до того ж носій вірменської мови учений Тихік. Вісім років Ананія навчався у цього грецького вченого, займаючись при цьому перекладом вірменською мовою грецьких текстів. Після завершення навчання Ананія повернувся до Вірменії, де сам почав викладати, з прикрістю виявивши, що вірмени «не люблять навчання і науки». З приводу цієї розповіді, повідомлюваної Ананією у своїй автобіографії, висуваються різні припущення — або що молоді вірмени, які навчалися в Трапезунді, мали потім бути хіротонізованими, або ж у Тихіка навчалися греки, яких Візантія в рамках вірменської політики імператора Іраклія I хотіла ввести в курс вірменських справ.
Вірмени відігравали важливу роль у культурному й інтелектуальному житті Константинополя. Уродженцем Константинополя, якому прийнято приписувати вірменське походження, був Іоан Граматик — Патріарх Константинопольський в 837—843 роках і відомий іконоборець. Імена його брата (Аршавір) і батька (Баграт, в грецьких джерелах — Pankratios) вказують на ймовірний родинний зв'язок з династіями Багратуні і Камсаракан. Серед візантійських вчених-вірмен автор відомої монографії про вірменів у Візантії П. Хараніс називає патріарха IX століття Фотія, проте в більшості сучасних джерел походження цього видатного релігійного діяча й енциклопедиста не уточнюється в зв'язку з недостатністю збережених відомостей. Відомим покровителем наук IX століття був великий державний діяч Варда. Його другом і співзасновником Константинопольського університету був Лев Математик, племінник Іоана Граматика. Деякі джерела повідомляють про вірменських предків Йосипа Генезія. Таке твердження засноване на ймовірному вірменському походженні його діда — Костянтина Маніака, проте родинні зв'язки Йосипа Генезія і Костянтина Маніака іноді ставляться під сумнів. Мабуть, вірменином був і письменник XI століття Кекавмен — автор знаменитих «Рад і оповідань», що містять не тільки військові, але і побутові повчання. Під час Палеологовського відродження творив математик вірменського походження Микола Артавазд.

## Вірмени у візантійському війську

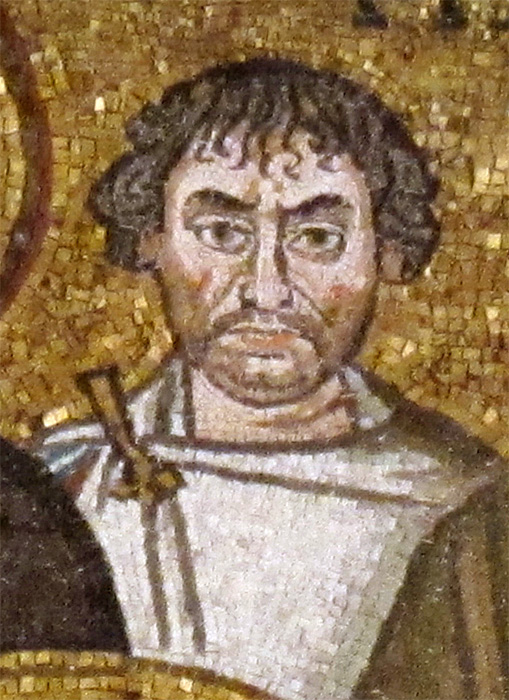
Полководець і впливовий придворний Східної Римської імперії вірменин Нарсес (478—573)

Хоча відомо про вірменських торговців і представників інших професій, основним заняттям вірменів у Візантії, судячи з усього, була військова служба. Завдяки відомостям придворного історика імператора Юстиніана I Прокопія Кесарійського добре відома роль вірмен у війнах, які цей імператор вів в Африці з вандалами, в Італії зі східними готами і на Близькому Сході із Сасанідамі. Крім уродженця Персоарменії Нарсеса, який досягнув значних успіхів у війні з готами та у війнах з племенами антів, герулів і франків, можна вказати близько 15 полководців вірменського походження в армії Юстиніана. Візантійський гарнізон Нарсеса, локалізований в Італії, складався в основному з вірменів і називався numerus Armeniorum. Згідно з інформацією вірменського історика Себеоса, вірменський елемент домінував в поліетнічній армії імператора Маврикія: «Він наказав перевезти всіх через море і з'єднати їх в країнах фракійських проти ворога. Водночас він звелів також зібрати всю кінноту вірменську, і князів-нахарарів, потужних в боротьбі, майстерних як у справі військовій, так і в метанні копій. Він наказав також вдруге вивести з Вірменії сильне військо, вибираючи усіх за ростом і за полюванням; влаштувати з них стрункі полки, озброїти і відправити всіх в країну фракійську проти ворогів, призначивши Мушега Маміконяна полководцем їхнім». Цей похід за Дунай закінчився поразкою візантійців і загибеллю Мушега. Після цього в Вірменії було набрано два війська по 1000 вершників в кожному, зокрема одне «настрахалося по дорозі і не хотіло йти на місце, куди вимагав їхній цар». В цілому, на думку історика XIX століття К. П. Патканова, починаючи з епохи правління Маврикія, вірменські воєначальники стали відігравати важливу роль у грецькій армії, досягаючи вищих командних посад.
При Іраклії I значна роль вірменів в армії збереглася, поряд з іншими кавказькими народами — лазами, абазгами та іберами. Феофан Сповідник у зв'язку з походом Іраклія I проти персів в 627/628 роках двічі згадує про учасника в цій кампанії загону вірменської кавалерії під командуванням турмарха Георгія. При Іраклії вірменин Мануїл був префектом Єгипту. Деякі з узурпаторів VII століття, можливо, були вірменами — Ваган, проголошений імператором перед битвою при Ярмуці і коміт Опсікія Мізізій, в правлінні Константа II (641—668) проголошений імператором за його «миловидність і величність». Згідно Михайлу Сирійцю його вірменське ім'я було Мжеж Гнуні, а його син Іоан підняв повстання проти Костянтина IV (668—685). Після завершення завоювання Вірменії арабами вірменські війська були позбавлені від необхідності боротися з одновірцями, оскільки за умовами укладеного 652 року договору, вірменська кавалерія не могла бути перекинута на сирійський фронт. Близько 750 року до Візантії прибув Тачат Андзеваці й успішно воював у війнах Костянтина V проти болгар, потім він був полководцем у фемі Букеларії. Родич імператора Льва Вірменина, полководець Григорій Птерот зробив успішну військову кар'єру при житті свого дядька, а після його вбивства спробував приєднатися до повстання Фоми Слов'янина. Чотирьом імператорам, з Михайла I (811—813) до Феофіла (813—842), служив Михайло амалікитянин у званні протостратора, стратига Арменіакона і доместика схол. 896 року на візантійську службу поступив нахарар Млех (ум. 934) відомий у візантійських джерелах як Меліа, можливо онук ішхана Варажнуніка. 908 року Млеху було доручено відновити фортеця Ліканд і зало́ги в її околиці. У цей регіон переселилося багато вірмен. 916 року тут було засновано фему, військо якої взяло участина в черговій провальній битві з болгарами. Сам Млех «завдяки виявленої ним вірності василевсу ромеїв і багатьом до нескінченності подвигам його проти сарацинів» був ушанований титулом магістра.
При утворенні фемною військово-адміністративної системи, фему Арменіакон було створено однією з перших, проте датування цієї події є дискусійним питанням. VII століття до цієї феми застосовувався епітет «богохранимий імператорський» (дав.-гр. θεοφύλακτος βασιλικός), що вказувало на особливий «елітний» статус цього утворення. З кінця IX століття боєздатність і роль старих фем зменшується, їхній занепад триває до 1030-их років. X сторіччя видатним військовим діячем імперії став вірменин Іоанн Куркуас, представник роду Куркуасів. Виходячи з припущення, що військовий контингент Арменіакона складався переважно з вірменів і припускаючи, що його величина становила від 18 000 до 23 000 чоловік, можна припустити, що частка вірменів у Візантійської армії IX—XI століть становила близько 20 %.
При цьому, однак, джерела свідчать про те, що вірмени, за певних періодів, становили не саму дисципліновану частину візантійської армії. В анонімному військовому трактаті «De velitatione bellica», що приписується імператору Никифору II особливо наголошується, що «вірмени недобре і необережно виконують посаду вартових». Вони часто дезертирували і не завжди виконували накази. Під час битви при Манцикерті (1071), що завершилася катастрофічним розгромом візантійців, вірменська частина війська дезертувала. Причини такої невисокої вірнопідданості можуть бути пояснені безперервним тиском в релігійній стезі.

## Місце у суспільстві

### Релігійні питання

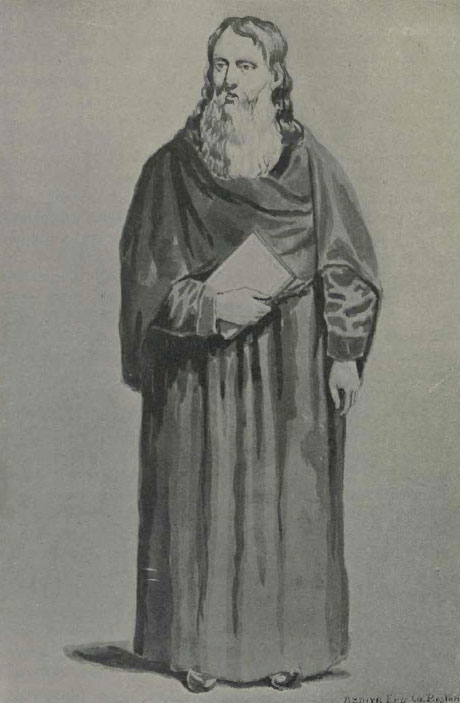
Католикос вірменський Нерсес IV Шноралі

На початку IV столітті Вірменія прийняла християнство і з тих пір церква перетворилася на могутню організацію, роль якої особливо зростала в часи втрати державної самостійності. Вірменія не визнала рішень вселенського Халкедонського собору, що відбулися 451 року, відірвавшись тим самим від церкви решти Візантії. Хоча Вірменська церква брала христологічну формулу Кирила Олександрійського, осуд Халкедонського собору робило її з точки зору Константинополя монофізитською, тобто єретичною. Своєю чергою, Вірменська церква вважала прихильників Халкедонського собору несторіанами, тобто прихильниками засудженого Ефеським собором (431) єресіарха Несторія. Оскільки державна служба передбачала прийняття державної релігії, більшість відомих вірменів на службі імперії були халкедонітами.
Спроби відновлення церковної єдності робилися на початку VII століття, IX сторіччя патріархом Фотієм і XII сторіччя по відношенню до Кілікійської Вірменії. Так, наприклад у середині IX століття, напередодні визнання Халіфатом і Візантією самостійності Вірменського царства, через патріарха Фотія імперія підняла догматичне питання, пропонуючи вірменам прийняти халкедонізм. Скликаний близько 862 року Шіракаванський собор, очолюваний католикосом Закарією I Дзагеці, відхилив цю пропозицію. Міжконфесійні сперечання іноді загострювалися настільки, що у середині X століття вірменський католикос Ананія Мокаці звернувся до царя Вірменії Абасу з проханням заборонити шлюби з халкедонітами.
Переслідування нехалкедонітів, вірменів і сирійців, посилилися XI століття. 1040 року загострилися відносини між греками і сирійцями в Мелітені, на що константинопольський патріарх відгукнувся засудженням шлюбів між православними і монофізитами. 1063 року Костянтин X Дука наказав покинути Мелітене всім, хто не визнає Халкедонський собор, а кілька місяців по тому було спалено богослужбові книги сирійських і вірменських церков. 1060 року католикос Хачік II і кілька єпископів були викликані в Константинополь і насильно утримувалися до 1063 року. Догматичне питання знову загострився XII століття при католикосі Нерсесі IV Шноралі. Скликаний 1179 року католикосом Григором IV церковний собор засудив крайності монофізитства, але відкинув вчення про дві волі, два впливи, затвердивши тлумачення Вірменської Церкви про єдину іпостасі Бога Слово втіленого. За висловом Вардана Великого «Хотіли єднання двох народів: Греків і Вірменів; але витівка не вдалася, як то можна бачити в докладних оповіданнях істориків».
Єретична християнська течія павликіан, що зародився VI або VII століття, поширилося заселеними вірменами регіонами Візантії. Ймовірно, вірмени становили більшість серед послідовників цього вчення, сама назва якого має вірменське походження. Павликіани постійно зазнавали переслідувань, засновану ними державу в Західній Вірменії було знищено імператором Василієм I 872 року, при цьому було винищено понад 100 тисяч сектантів.

### Відносини з іншими етносами
Разом з євреями та італійцями вірмени були однією з трьох економічно найзаможніших груп Візантійської імперії. Автор «Historical Dictionary of Byzantium» Дж. Россер зазначає, що вірмени стали найбільш адаптованою етнічною групою у Візантії, які, водночас, зберігали свої самобутні письменство, релігію і мистецтво.
Деякі історичні джерела свідчать про певну недовіру і навіть забобони візантійців по відношенню до вірмен. Багато візантійських письменників вважали за необхідне вказати, що ті чи інші видатні особи імперії вірмени чи вірменського походження. Про те, що напруженість у відносинах між вірменами і греками була викликана не тільки релігійними розбіжностями, свідчить епіграма IX століття, приписувана черниці Касії, де йдеться про те, що «вірменський рід — найжахливіший». 967 року, як повідомляє візантійський історик Лев Диякон, «сталося побоїще між жителями Візантія і вірменами». Приклад ворожого ставлення між грецьким і вірменським населенням імперії добре відомий на прикладі вірменської колонії біля міста Абідоса. Невдоволення місцевих греків було викликано, ймовірно, переселенням сюди вірмен з інших областей після відвоювання Іоанном II Комнін 1138 року Аназарбу у хрестоносців. Коли після падіння Константинополя 1204 року Генріх I Фландрський переправився в Малу Азію з ціллю продовжити завоювання для Латинської імперії, абідоські вірмени допомогли йому взяти місто. Потім Генріх довірив їм захист міста, а йдучи з Малої Азії вірмени пішли за ним. У літопису Віллардуен повідомляється, що в Фракію переселилося 20 000 вірменів, де їх наздогнала помста греків. На думку історика Ж. Лорана («Les origines médiévales de la question arménienne et Les Croisés et l'Arménie», 1920 (фр.)) цей приклад відображає загальне ставлення вірмен до імперії, оскільки вони не піддавалися еллінізації, як інші народи імперії, але зберігали свою культурну і релігійну ідентичність. На думку цього ж автора вірмени зрадили Візантію перед обличчям вторгнення сельджуків, посприявши тим самим їхньому успіху. Втім, цю думку англійський історик С. Рансіман назвав «фантастичною нісенітницею» (англ. fantastic nonsense). Відомо, що саме через загарбницької політики Візантійської імперії вірменське царство було знищено, що подібним чином сприяло більш безперешкодному просуванню сельджуків у сторону Малої Азії і подальшому захопленню самої Візантії. Своєю чергою вірменський автор середини XIII століття Вардан Великий вважав, що слово «щедрий» мовою греків взагалі не існує.
Деякі дослідники відзначають, що середньовічні образи етносів не бувають ідеологічно нейтральним, і можуть бути знаряддям зрощення тієї чи іншої заданої ідеї. Такі історичні «образи» іноді можуть переміняти історичну дійсність.

## Культурні взаємозв'язки

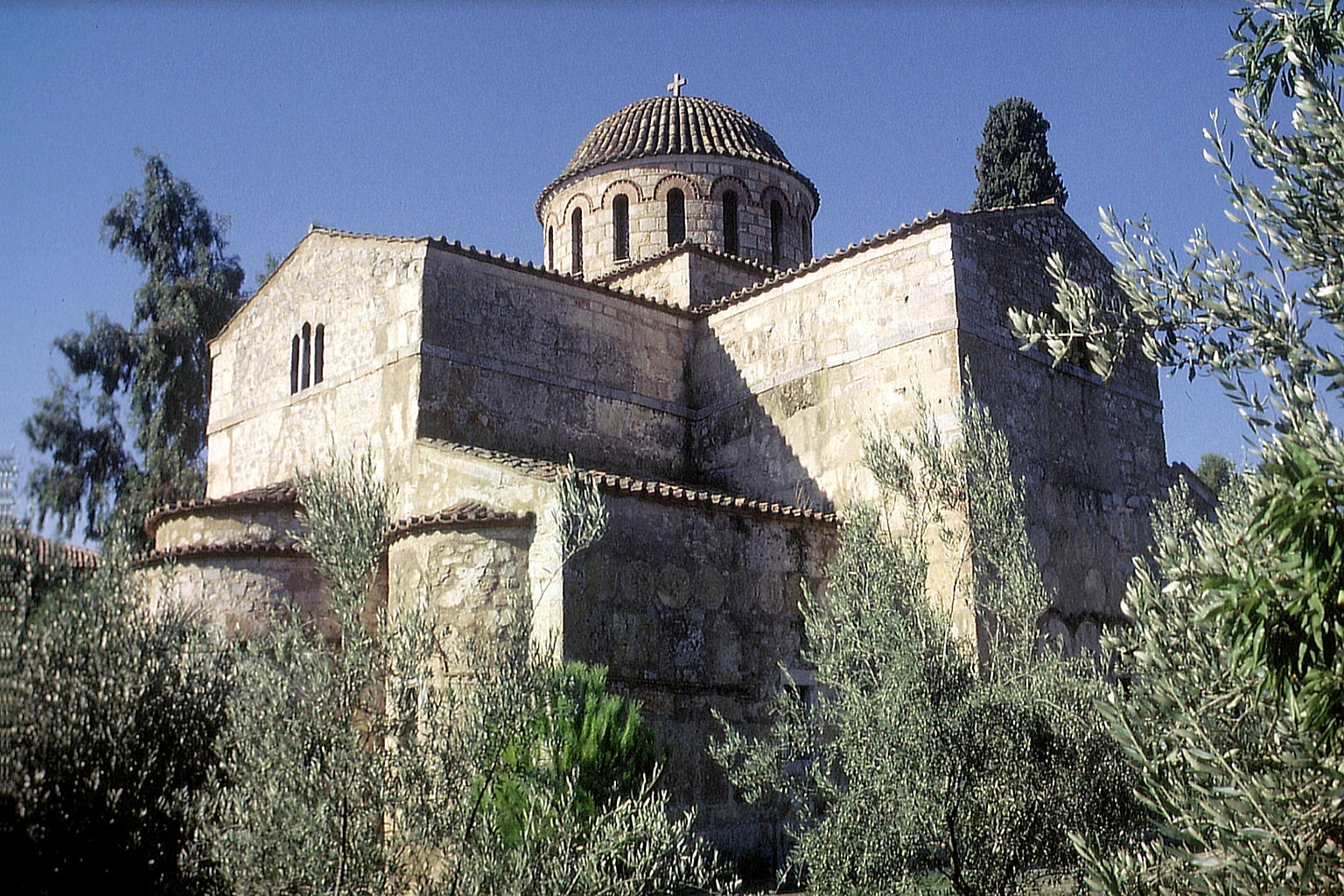
Церква у Скрипу (874 рік) містить вірменські елементи як в архітектурному плані, так і в орнаментиці

Надзвичайно значним є вплив культури Візантії на становлення вірменської середньовічної культури. У найпомітнішій формі це проявилося у ставленні літератури, де на вірменську літературу виявлявся вплив як з боку безпосередньо візантійського, так й утвореного в значній мірі під його впливом сирійського письменства.  З грецької мови переводилася богословська література, наукові праці з усіх областей середньовічного знання. Внаслідок роботи багатьох поколінь перекладачів так званої «грекофільської школи» вірменський читач отримав доступ не тільки до творів класичної філософської думки, а й було створено самобутні праці. Як зауважив М. Я. Марр, в VII—VIII століттях освічена вірменська громада була захоплено філософією. Неоплатонік Давид Анахт писав і читав лекції грецькою мовою. Одночасно з цим до вірменської мови було привнесено багато запозичень з грецької, які увійшли потім й у нововірменську мову. Грецька культура була доступна насамперед духовенству, але відомі і світські шанувальники античної культури у Вірменії, наприклад учений XI століття Григор Магістрос. У той же час відомо про вплив культури вірмен на візантійську культуру. Відомий вірменознавець Г. М. Бартікян відзначає істотний вірменський чинник у візантійському епосі про Дігеніса Акрита, багато хто з предків якого мали вірменське походження.

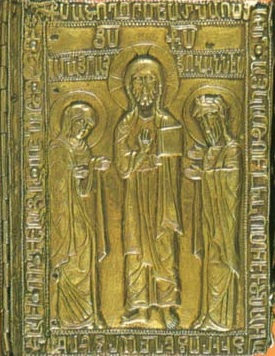
Мотив Деісуса на окладі Євангелія католикоса Костандіна Бардзрбердці. Ромкла (Кілікійська Вірменія), 1254 рік

В області виготовлення виробів зі срібла візантійський вплив на вірменське ювелірне мистецтво вперше звернув увагу французький вірменіст XIX століття О. Каррьє. Надалі цю думку було розвинено в роботах Г. Овсепяна, С. Тер-Нерсесян, А. Курданяна, А. Хачатряна і Н. Степаняна. Проте, згідно з О. Я. Каковкіним, більшість вірменських пам'ятників сріблоділля в XI—XV століттях свідчать, незважаючи на наявність спільних позицій, про яскраву своєрідність і незалежність від грецьких витворів. Окрім ювелірного мистецтва, візантійські елементи (наприклад, мотив Деісуса) увійшли і в інші галузі образотворчого мистецтва Вірменії, зокрема, мініатюру. Візантійський вплив стає найбільш помітно в мініатюрах Кілікійської Вірменії кінця XII–початку XIII століть.

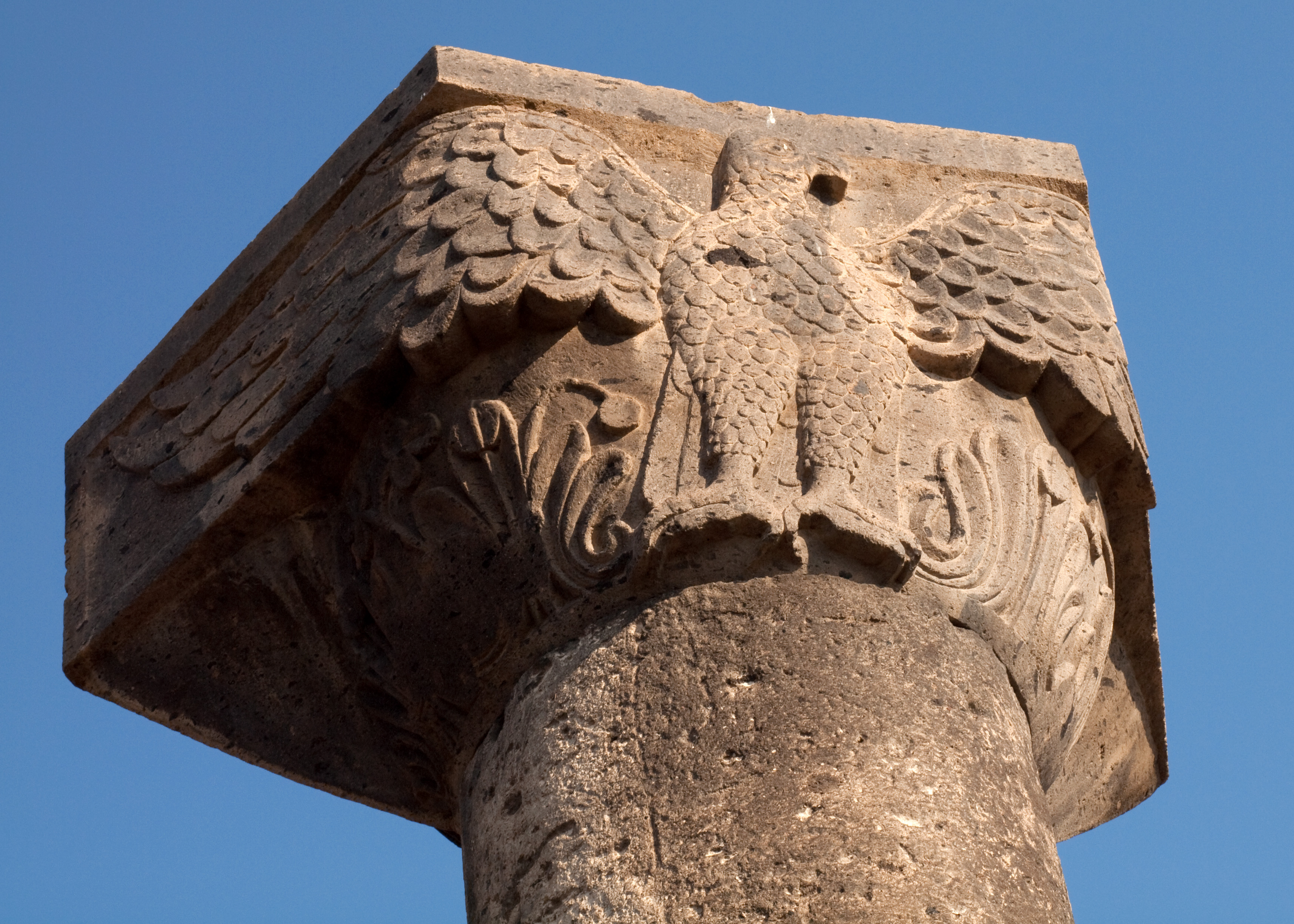
Один з чотирьох капітелей з орлами з храму Звартноц. Стилістично найближче до них стоять об'єкти візантійського імператорського мистецтва

У скульптурах же Вірменії вплив з боку Візантії помітно значно менше: кам'яні скульптури у Візантії були широко поширені, оскільки в основному тут користувалися цегляними будівлями. С. Дер-Нерсисян вважає, що, навпаки, можна знайти сліди впливу вірменського зодчества у Візантії, особливо в пам'ятниках Греції, Македонії і Фракії. Найраніші приклади знаходяться в Беотії — у церкві Григорія Назіанзіна у Фівах 872 року й у церкві Пресвятої Богородиці у Скрипу 874 року, в рельєфах яких зустрічаються типові для вірменських скульптур мотиви птахів і тварин, уміщені в медальйони. Зрештою, візантійські мотиви «імператорських орлів» можна знайти у скульптурах Звартноца.
Питання про взаємозв'язки в галузі архітектури є досить складним. На початку XX століття на прикладі Єреруйкської базиліки М. Я. Марр вказав на вплив у V—VI століттях на вірменську архітектуру з боку візантійської того часу Сирії. Надалі Й. А. Орбелі писав, що «перші архітектурні пам'ятники (майже єдина спадщина найдавнішого християнського мистецтва Вірменії) носять чисто сирійський характер». Неодноразово до цього питання звертався А. Л. Якобсон, який вказував на прикладі Єреруйкської і Текорської базилік наявність спільних рис зі сирійськими спорудами — наявність веж обабіч від входу, галереї з портиками вздовж північної і південної сторін храмів. Риси сирійської архітектури цей дослідник виявляє й у світських будівлях — палацах у Двіні та Аручі. Полемізуючи з А. Л. Якобсоном, С. Х. Мнацаканян вказує на можливий вплив вірменських хрестово-купольних храмів, до числа яких він відніс Ечміадзінський монастир, на утворення средньовізантійського хрестово-купольного зодчества. Візантійські риси виявляють також у побудованого на початку 640-их років, під час візантійської загарбництва Вірменії, храму Звартноц. Однак, як зазначає американський фахівець з вірменської архітектури Х. Маранці, визначені риси цієї схожості майже не досліджувалися. Низка дослідників відзначає, що переселення вірменів у західні області Візантії залишило слід на архітектуру регіону. Ще 1899 року Огюст Шуазі звертав увагу на вплив вірменської архітектури на Балканах, особливо в Сербії. Наявні у Сербії візерунки троянди, особливі для свого регіону, іноді пояснюються зв'язками з вірменською, грузинською або ісламською архітектурою. Контакти з вірменською архітектурою помічаються в планах церков Святої Софії в Охриді, Пресвятої Богородиці у Скрипу, в цегельній кладці у Плисці. Наприкінці XIII століття, мабуть під впливом з Вірменії або Грузії, значно змінюються архітектурні традиції високогірних областей Малої Азії. Французький історик мистецтва Габріель Мілле, вказуючи на важливі відмінності в церквах Греції і Константинополя, стверджував, що зодчество Греції більше надихалася анатолійською і вірменською архітектурами, ніж константинопольською. Згідно Йозефу Стшиговському візантійська архітектура XI століття перейняла ряд притаманних рис вірменської архітектури, проте його погляди залишаються спірними. К. Туманов зазначає, що вірменські архітектори мали міжнародне визнання. Так, наприклад, відомо, що один з найвідоміших архітекторів свого часу, вірменський архітектор Трдат, виконав роботи з відновлення пошкодженого внаслідок землетрусу купола Софійського собору в Константинополі. Надалі цей же зодчий побудував Анійський собор. Дослідження, проведені на куполі Софійського собору виявили деякі особливості в застосованих вірменським фахівцем конструкційних рішеннях, однак не відомо про приклади їхнього застосування в інших візантійських храмах. Вірменські споруди Трдата також не набули істотних рис, властивих для архітектури Константинополя.

### Первинні джерела
- (рос.) Ованес Драсханакертци. История Армении / Перевод с древнеармянского М. О. Дарбинян-Меликян. — Ер., 1984.
- (рос.) Всеобщая история Степаноса Таронскаго Асолика по прозванию: писателя XI столетия / Перевед. с армянскаго и объяснена Н. Эминым. — М. : Типогр. Лазарев. Инст. восточ. языков, 1864.
- (рос.) Повествование вардапета Аристакэса Ластиверци / Пер. с древнеарм., вступ. ст., коммент. и прил. К. Н. Юзбашяна. — М. : «Наука», Главная ред. восточной литературы, 1968. — 194 с. — (Памятники пис'менности востока (Том 15))
- (рос.) Константин Багрянородный. Об управлении империей / Под редакцией Г. Г. Литаврина и А. П. Новосельцева. — М. : Наука, 1991. — 496 с. — ISBN 5-02-008637-1.
- (рос.) Продолжатель Феофана. Жизнеописания византийских царей / изд подготовил Любарский Я. Н. — 2 изд. — Спб. : «Алетейя», 2009. — 400 с. — (Византийская библиотека. Источники) — ISBN 978-5-91419-146-4.
- (рос.) Прокопий Кесарийский. Война с готами // Прокопий Кесарийский. Война с готами. О постройках / Пер. С. П. Кондратьев. — М. : Арктос, 1996. — 167 с. — ISBN 5-85551-143-X.
- (рос.) Себеос. История императора Иракла. — Спб., 1862. — 216 с.
- (рос.) Феофан Исповедник. Летопись византийца Феофана от Диоклетиана до царей Михаила и сына его Феофилакта. — М., 1884.
- (рос.) Феофилакт Симокатта. История / Перевод С. П. Кондратьева. — Изд-во АН СССР, 1957. — 222 с. — 3500 прим.
- (рос.) Всеобщая история Вардана Великого / пер. Н. Эмина. — М., 1861.
- (рос.) Хронографическая история, составленная отцом Мехитаром, вардапетом Айриванкским / пер. К. Патканова. — СПб., 1869.

### Дослідження
англійською мовою
- Adontz N. Role of the Armenians in Byzantine Science // Armenian Review. — 1950. — Т. 3. — С. 55—73.
- Charanis P. Ethnic Changes in the Byzantine Empire in the Seventh Century // Dumbarton Oaks Papers. — 1959. — Т. 13. — С. 23—44.
- Charanis P. The Armenians in the Byzantine Empire // Byzantinoslavica. — 1961. — Т. XXII. — С. 196—240.
- Charanis P. A Note on the Ethnic Origin of the Emperor Maurice // Byzantion. — 1965. — Т. XXXV. — С. 412—417.
- Der Nersessian S. Armenia and the Byzantine Empire. — Harvard University Press, 1945. — xxi+148 p.
- Garsoïan N. The Problem of Armenian Integration into the Byzantine Empire // Studies on the Internal Diaspora of the Byzantine Empire. — Dumbarton Oaks, 1998. — С. 53—124. — ISBN 0-88402-247-1.
- Johnson M. J., Ousterhout R. G., Papalexandrou A. (ed.). Approaches to Byzantine Architecture and Its Decoration. — Ashgate Publishing, 2012. — 309 p. — ISBN 978-1-4094-2740-7.
- Kaegi W. Heraclius Emperor of Byzance. — Cambridge : Cambridge University Press, 2003. — 359 p. — ISBN 0 521 81459 6.
- The Oxford Dictionary of Byzantium : у 3 т. / ed. by Dr. Alexander Kazhdan. — N. Y., Oxf. : Oxford University Press, 1991. — 2232 p. — ISBN 0-19-504652-8.
- Krautheimer R., Curcic S. Early Christian and Byzantine Architecture. — Yale University Press, 1992. — 553 p. — ISBN 978-0-3000-5294-7.
- Maranci Ch. Byzantium through Armenian Eyes: Cultural Appropriation and the Church of Zuart'noc' // Gesta. — 2001. — Т. 40, № 2. — С. 105—124.
- Maranci Ch. The Architect Trdat: Building Practices and Cross-Cultural Exchange in Byzantium and Armenia // Journal of the Society of Architectural Historians. — 2003. — Т. 62, № 3. — С. 294—305.
- Rosser J. H. Historical Dictionary of Byzantium. — 2-е изд. — Scarecrow Press, 2011.
- Shahid I. The Iranian Factor in Byzantium during the Reign of Heraclius // Dumbarton Oaks Papers. — 1972. — Т. 26. — С. 293—320.
- Stratos A. Byzantium in the Seventh Century. — Amsterdam, 1980. — Т. V. — 203 p. — ISBN 90-256-0852-3.
- Toumanoff C. Caucasia and Byzantium // Traditio. — 1971. — С. 111—158.
- Treadgold W. The Byzantine Revival 780-842. — Stanford University Press, 1988. — 504 p.
- Trkulja J., Lees C. (28 лютого 2008). Armenians in Constantinople (англ.). Εγκυκλοπαίδεια Μείζονος Ελληνισμού, Κωνσταντινούπολη. Архів оригіналу за 2 квітня 2015. Процитовано 19 квітня 2015.
- Vryonis S. Byzantium: The Social Basis of Decline in the Eleventh Century // GRBS. — 1959. — Т. 2. — С. 159—175.
- Robert W. Thomson. Armenian Literary Culture through the Eleventh Century // The Armenian People From Ancient to Modern Times: The Dynastic Periods: From Antiquity to the Fourteenth Century / Edited by Richard G. Hovannisian. — St. Martin’s Press, 1997. — Vol. I. — P. 199—241.

російською мовою
- Адонц Н. Г. Армения в эпоху Юстиниана. — 2 изд. — Ер. : Изд-во Ереванского Университета, 1971. — 526 с.
- Арутюнова-Фиданян В. А. Полемика между халкидонитами и монофизитами и переписка патриарха Фотия // Вестник ПСТГУ. I: Богословие. — 2010. — С. 23—33.
- Арутюнова-Фиданян В. А. Армяно-халкидонитская аристократия на службе империи: полководцы и дипломатические агенты Константина VII Багрянородного // Вестник ПСТГУ. III: Филология. — 2012. — С. 7—17.
- Арутюнова-Фиданян В. А. Образ Византии в армянской средневековой историографии X в // Византийский временник. — М. : «Наука», 1991. — Т. 52 (77). — С. 113—126.
- Бартикян Р. М. Неизвестная армянская аристократическая фамилия на службе в Византии в IX-XI вв // Античная древность и средние века. — Барнаул, 1992. — С. 83—91.
- Бартикян Р. М. О царском кураторе "MANZHKEPT KAI EΣΩ IBHPIAΣ" Михаиле. В связи с восточной политикой Василия II (976— 1025 гг.) // Историко-филологический журнал. — 2000. — № 1.
- Васильев А. А. Происхожденіе императора Василія Македонянина // Византийский временник. — 1906. — Т. XII. — С. 148—165.
- Каковкин А. Я. К вопросу о византийском влиянии на армянские памятники художественного серебра // Պատմա-բանասիրական հանդես. — 1973. — № 1. — С. 49—60.
- Каждан А. П. Армяне в составе господствующего класса Византийской империи в XI—XII вв. — Ереван : Изд-во АН Армянской ССР, 1975. — 190 с. — 1000 прим.
- Кулаковский Ю. А. История Византии. — Спб. : «Алетейя», 1996. — Т. III. — 454 с. — 3000 прим.
- Курбатов Г. Л. Образование Византии. Территория природные условия и население // История Византии. — Наука, 1967. — Т. I. — С. 66—75.
- Лемерль П. Первый византийский гуманизм. — Спб. : Своё видавництво, 2012. — 490 с. — ISBN 9785-4386-5145-1.
- Меликсет-Бек Л. М. Из истории армяно-византийских отношений // Византийский временник. — М. : «Наука», 1961. — Т. 20. — С. 64—74.
- Мнацаканян С. Архитектура Армении в контексте зодчества Переднего Востока (по поводу последних трудов А. Л. Якобсона) // Լրաբեր Հասարակական Գիտությունների. — 1985. — № 12. — С. 66—74. — ISSN 0320-8117.
- Мохов А. С. Византийская армия в середине VIII - середине XI в.: Развитие военно-административных структур. — Екатеринбург : видавництво Уральского университета, 2013. — 278 с. — ISBN 978-5-7996-1035-7.
- Острогорский Г. А. История Византийского государства / Пер. с нем.: М. В. Грацианский. — М. : Сибирская Благозвонница, 2011. — 895 с. — ISBN 978-5-91362-458-1.
- Сенина Т. А. (монахиня Кассия). "Лев Преступник". Царствование византийского императора Льва V Армянина в отражении византийских хронистов IX века. — 2012. — 160 с. — ISBN 978-1-927480-41-0.
- Степаненко В. С. Политическая обстановка в Закавказье в первой половине XI в // Античная древность и средние века. — Свердловск, 1975. — С. 124—132.
- Степаненко В. С. Армяне-халкидониты в истории Византии XI в.: (По поводу книги В. А. Арутюновой-Фиданян) // Византийский временник. — М. : Наука, 1999. — Т. 59. — С. 40—61.
- Удальцова З. В. Своеобразие общественного развития Византийской империи. місце Византии во всемирной истории // История Византии. — «Наука», 1967. — Т. III. — С. 303—341.
- Шагинян А. К. Армения и страны Южного Кавказа в условиях византийско-иранской и арабской власти. — СПб. : «Алетейя», 2011. — 512 с. — ISBN 978-5-914195-73-8.
- Юзбашян К. Н. Некоторые проблемы изучения армяно-византийских отношений // Լրաբեր Հասարակական Գիտությունների. — Ер., 1971. — № 3. — С. 36—45.
- Якобсон А. Л. Армения и Сирия: Архитектурные сопоставления // Византийский временник. — М. : Наука, 1976. — Т. 37. — С. 192—206.

французькою мовою
- Dédéyan G. Les Arméniens sur la frontière sud-orientale de Byzance, fin IXe - fin XIe siècle // La Frontière. Séminaire de recherche sous la direction d'Yves Roman. — Lyon, 1993. — С. 67—85.
- Dorfmann-Lazarev I. Arméniens et byzantins à l'époque de Photius: deux débats théologiques après le triomphe de l'orthodoxie. — Peeters, 2004. — 321 p.
- Goubert P. Maurice et l'Arménie [Note sur le lieu d'origine et la famille de l'empereur Maurice (582-602)] // Échos d'Orient. — 1941. — Т. 39, № 199—200. — С. 383—413. — DOI:10.3406/rebyz.1941.2971.
- Balard M., Ducellier A. Les Arméniens en Italie byzantine (VIe–XIe siècle) // Migrations et diasporas méditerranéennes: Xe-XVIe siècles. — Publications de la Sorbonne, 2002. — Vol. 19. — P. 33—37.